# Wolfgang Benner
Wolfgang Benner (* 1940 in Weifenbach) ist ein deutscher Wirtschaftswissenschaftler.
Wolfgang Benner studierte in den Jahren 1960 bis 1966 Wirtschaftspädagogik an den Universitäten Frankfurt am Main und Göttingen. Nach seinem Examen zum Diplom-Handelslehrer wurde er wissenschaftlicher Mitarbeiter am Institut für Bankbetriebslehre und Unternehmungsfinanzierung, dem späteren Institut für Betriebswirtschaftliche Geldwirtschaft an der Universität Göttingen (Geschäftsführender Direktor: Hans-Dieter Deppe). Er promovierte im Jahre 1970 mit dem Thema Planspiele für Kreditinstitute. Im Jahre 1980 habilitierte er mit dem Thema Betriebliche Finanzwirtschaft als monetäres System an der Universität Göttingen. 1982 übernahm er eine Lehrstuhlvertretung am Institut für Bankwirtschaft an der Ludwig-Maximilians-Universität München. Im Jahre 1986 wurde er auf eine Universitätsprofessur für Allgemeine Betriebswirtschaftslehre und Bankbetriebslehre an der Universität Hamburg berufen. Von dort wechselte er im Jahre 1991 als Nachfolger im Amt des geschäftsführenden Direktors von Hans-Dieter Deppe nach Göttingen.